# 李佩文
李佩文（1942年2月—），汉族，中华人民共和国政治人物、第十一届全国政协委员。
加入中国农工民主党，担任中日友好医院肿瘤科原主任、肿瘤首席专家。2008年，当选第十一届全国政协委员，代表医药卫生界，分入第四十五组。